# Liptowskie Turnie

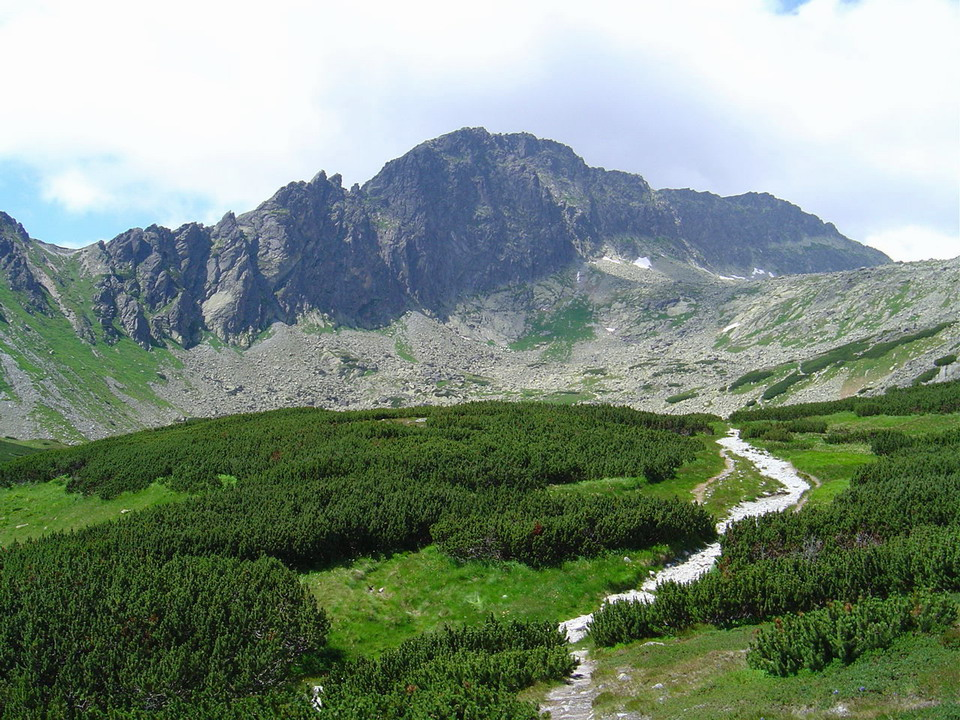
Ważecka Turnia i Liptowskie Turnie

Liptowskie Turnie (słow. Liptovská veža) – trzy turnie położone w bocznej południowej grani Ostrej w słowackich Tatrach Wysokich, a dokładnie w jej północnym fragmencie, Kozim Grzbiecie (Kozí chrbát). Od położonego na północ od nich wierzchołka Ostrej oddzielone są Liptowską Przełączką, natomiast na południu od Ważeckiej Turni odgranicza je Ostra Przełączka.
Dawniej w polskiej literaturze stosowana była nazwa w liczbie pojedynczej: Liptowska Turnia – odpowiadająca słowackiej Liptovská veža, określającej kulminację Koziego Grzbietu. Tak traktowana Liptowska Turnia miała trzy oddalone od siebie wierzchołki bez własnych nazw. W przewodniku Tatry Wysokie Witolda Henryka Paryskiego Liptowska Turnia jest z kolei określana jako mało wybitna, dwuzębna turnia. W grani wyróżnia się następujące obiekty:
- Zadnia Liptowska Turnia (Liptovská veža, 2268[1] lub 2271[2] m),
- Wyżnia Liptowska Przehyba (Kozia priehyba),
- Pośrednia Liptowska Turnia (Kozí hrb, 2272 m[2]),
- Niżnia Liptowska Przehyba (Vyšný Kozí zárez),
- Skrajna Liptowska Turnia (Kozia stena)[4].

Między Skrajną Liptowską Turnią a Ostrą Przełączką znajdują się jeszcze:
- Kozi Karbik (Kozí zarez),
- Kozi Róg (Liptowski Róg[2], Kozí roh)[4].

Odcinek między Liptowską Przełączką a Wyżnią Liptowską Przehybą to Liptowski Grzbiet (Liptovský chrbát).
Przewodnik Witolda Henryka Paryskiego jako słowacką nazwę Liptowskiej Turni podaje Kozí chrbát, odpowiadającą więc Koziemu Grzbietowi. Z opisu Liptowskiej Przełączki (mniej więcej w połowie odległości między wierzchołkiem Ostrej a Liptowską Turnią) wynika natomiast, że jako główny punkt masywu jest tu traktowana Pośrednia Liptowska Turnia – Zadnia Liptowska Turnia (ze słowacką nazwą Liptovská veža) położona jest bowiem tuż ponad Liptowską Przełączką. Czterojęzyczny słownik tatrzański przyporządkowuje nazwę Liptowska Turnia z kolei właśnie do Zadniej Liptowskiej Turni.
Pierwszego wejścia dokonał zimą Alfred Martin 19 marca 1906 r.